# Guillermo Vázquez
Guillermo Alejandro Vázquez Herrera, noto semplicemente come Guillermo Vázquez (Città del Messico, 25 maggio 1967), è un allenatore di calcio ed ex calciatore messicano, di ruolo centrocampista.

## Caratteristiche tecniche
Giocava come centrocampista centrale.

## Carriera
Ha trascorso la maggior parte della sua carriera da giocatore con la maglia del Pumas UNAM, dove ha collezionato 153 presenze e segnato 22 reti fra il 1984 ed il 1990 vincendo una CONCACAF Champions League. In seguito ha militato nel Tecos de la UAG, dove ha vinto il campionato 1993-1994, nel Monterrey dove ha conquistato una coppa nazionale, nel Toros Neza, nell'Atlas e nel Pachuca prima di appendere gli scarpini al chiodo nel 1998.
Nel 2006 ha iniziato la propria carriera di allenatore come assistente tecnico del Pumas UNAM, disputando le ultime 5 partite del torneo di Clausura dopo l'esonero di Miguel España. Dal 2006 al 2010 è promosso vice-allenatore sotto la gestione di Ricardo Ferretti. Nel 2012 ha assunto la guida del Cruz Azul dove ha conquistato una Copa México sconfiggendo in finale l'Atlante ai calci di rigore. Nel 2014 ha fatto ritorno al Pumas UNAM dove ha allenato la prima squadra per 4 tornei, vincendo il campionato di Clausura del 2011. In seguito ha allenato Veracruz, Necaxa ed Atlético San Luis.

## Palmarès

### Giocatore

#### Competizioni nazionali
- Coppa del Messico: 1

Monterrey: 1991-1992
- Campionato messicano: 1

Tecos de la UAG: 1993-1994

#### Competizioni internazionali
- CONCACAF Champions' Cup: 1

Pumas UNAM: 1989

### Allenatore
- Campionato messicano: 1

Pumas UNAM: 2011 (C)
- Coppa del Messico: 1

Cruz Azul: 2013 (C)